# Dracó de Pel·lene
Dracó (en llatí Dracon, en grec antic Δράκων) fou un militar de Pel·lene al que Dercil·lides va encomanar el govern de la ciutat d'Atarneu a Mísia que havia estat ocupada per un cos d'exiliats de Quios. Dracó, amb una força de tres mil homes, els va derrotar després d'un setge de vuit mesos. Una vegada conquerida la ciutat, va assolar la regió de Mísia, segons diu Xenofont.